# باشگاه فوتبال هال سیتی
باشگاه فوتبال هال سیتی (به انگلیسی: .Hull City A.F.C) یک باشگاه فوتبال حرفه‌ای انگلیسی است که در شهر کینگستون آپون هال قرار دارد. اللهیار صیادمنش عضو این تیم بوده است . این باشگاه در حال حاضر در چمپیونشیپ شرکت می‌کند.این باشگاه در سال ۱۹۰۴ تأسیس شده‌است. هال سیتی پس از قهرمانی در لیگ دسته یک ۲۰۲۰–۲۰۲۱ در مسابقات قهرمانی فصل ۲۰۲۱–۲۰۲۲ شرکت می‌کند.
هال سیتی بازی‌های خانگی خود را در ورزشگاه ام‌کی‌ام (که قبلاً ورزشگاه کی‌کوم شناخته می‌شد) انجام می‌دهد، این ورزشگاه در ۲۰۰۲ پس از ۵۶ فصل بازی در بوثفری پارک به محل جدید نقل مکان کرد. هال به‌طور سنتی با پیراهن مشکی و کهربایی بازی می‌کند و اغلب پیراهن راه‌راه می‌پوشند، از این رو نام مستعار آنها، ببرها لقب گرفته است.

## بازیکنان ایرانی
- اللهیار صیادمنش
- رایان تفضلی

## آمار و ارقام
اندی دیویدسون با انجام ۵۷۹ بازی رکورددار حضور در تیم هال سیتی است.
گرت رابرتز با انجام ۴۸۷ بازی در رتبه دوم قرار دارد.
==کریس چیلتون]] بهترین گلزنان باشگاه با ۲۲۲ گل در تمام مسابقات است، چیلیتون همچنین دارای رکورد باشگاهی برای گلزنی در لیگ (۱۹۳)،جام حذفی(۱۶) ، جام اتحادیه (۱۰) برای هال سیتی است.

## افتخارات و رکوردها
- لیگ دسته سوم فوتبال شمال انگلستان

قهرمان 1932-1933 ,1948-1949
- لیگ فوتبال دو (سطح ۴ سیستم لیگ فوتبال انگلیس)

نایب قهرمان : 1982-1983 ,2003-2004
- جام حذفی انگلستان

نایب قهرمانی : 2014
- جام لیگ فوتبال

نیمه نهایی : 2017
نایب قهرمان : 1984
- جام واتنی

نایب قهرمان : 1973

## تیم‌های مرتبط

### زنان هال سیتی
تیم زنان هال سیتی در لیگ فوتبال زنان ترکیبی شمال بازی می کند.

## رقیب
بر اساس یک نظرسنجی در سال ۲۰۰۳ هواداران هال سیتی رقیب اصلی خود را همسایه یورکشایر تیم لیدز یونایتد می دانند.